# Wairauíte
Wairauíte é um mineral com fórmula química CoFe. Tem cor cinza, dureza Mohs 5 e brilho metálico. Nomeado pelo local onde foi descoberto, Vale de Wairau, Nova Zelândia. 